# 劉東胤
劉東胤（韓語：유동윤），韩国电视剧編劇。

## 作品

### 電視劇
- 1996年：SBS《林巨正（朝鲜语：임꺽정 (1996년 드라마)）》
- 1998年：SBS《硬漢（朝鲜语：단단한 놈 (드라마)）》
- 2002年：SBS《女人天下》
- 2007年：SBS《王和我》
- 2010年：SBS《大物》
- 2012年：KBS《大王之夢》
- 2014年：MBC《更夫日誌》

## 外部連結
- NAVER搜索